# Touch!ボンバーマンランド
『Touch!ボンバーマンランド』はハドソンが2006年7月20日に発売されたニンテンドーDS用ソフト。『ボンバーマンランドシリーズ』DS作品第1作目。
今作ではタッチペンでボンバーマンを動かす。また、タッチペンを使用したミニゲーム多く存在する。本作から一部キャラクターのデザインが変更され、ランドシリーズ用にデフォルメされたデザインから、メインシリーズのデザインをベースとしたものになった。

## バクダンゲーム
上下にレーンがあり、上が敵で下は自分。フィールド上の爆弾をタッチペンでスライドし、爆弾を相手のレーンに送り込み合うゲーム。相手の体力を0にすれば勝ちになるが、自分の体力が0になってしまうと負けになる。各ゾーンによって出現する敵の数は違う。また、各ゾーンのボスと戦うのはこのミニゲーム。

## スタンプ
4種類のスタンプがあり、1種類の内、5つのスタンプを集めなければならない。
ゾーン
ライバル
ボス
オタカラ

## ピース
指定されたピースの数があればゲートを開く事ができる。4種類のピースが1種類の内25個のピースがある。
スペードピース
ダイヤピース
ハートピース
クラブピース

## ボンバーアイランド
海賊ボムボム団が所有する遊園地。ボムボム団の宝が隠されている。

## ゾーン
スペードゾーン
白ボン達が最初に来るゾーンで、海賊船がある。ボスはサメピエロ。
ダイヤゾーン
岩場と洞窟が多いゾーン。ボスはバット。
ハートゾーン
水辺が多く、水族館があるゾーン。ボスはハープ。
クラブゾーン
ジャングルと遺跡があるゾーン。ボスはリズム。
キャッスルゾーン
ボムボム団所有の城。スペードゾーンであるアイテム見せると大砲で飛ばす以外方法はない。

## 重要語句
ボンバイキング
ボンバーアイランドでボム船長に認められた者のみ与えられる称号。

## キャラクター
ボム船長
ボンバーアイランドの支配者にしてキャッスルゾーン支配者。海賊の船長の服装をしている赤いボンバーマン。移動する時は、スプリングボムを使って飛ぶ。クラブ島がお気に入りの場所。
サメピエロ
サメのきぐるみを着たボンバーマン。スペードゾーンの支配者。性格は陽気。語尾に「〜サメ」と付ける。
バット
蝙蝠のきぐるみとタキシードを着たボンバーマン。ダイヤゾーンの支配者。丁寧口調で喋る。
ハープ
人魚の形をしたボンバーマン。常にハープを持っている。航海に出る人々を祈りながらハープを引いていたが、一人取り残されるのが悲しいため寂しい所がある。ボム船長から貰った「フラワーボム」に思い出がある。ハープが演奏する歌は「ハープひめの歌」と言われている。
リズム
魚を象った仮面を被っているボンバーマンで、常に太鼓を持っている。クラブゾーンの支配者。性格は陽気。音楽が好き。自称「森の妖精」。